# Заслужений артист Української РСР
Заслужений артист Української Радянської Соціалістичної Республіки — почесне звання, присвоювалося Президією Верховної Ради Української Радянської Соціалістичної Республіки і було однією з форм визнання державою і суспільством заслуг громадян.

## Опис
Це звання було введено в Кодексі законів про народну освіту УСРР, затвердженому ВУЦВК 22.ХІ.1922 року (до 1937 — заслужений артист УСРР) одночасно зі званнями заслужений художник УСРР, народний артист УСРР та народний художник УСРР.. Почесні звання присвоювалися Президією ВР УРСР за поданням народних комісаріатів та Управління у справах мистецтва при Раднаркомі УРСР.
Присвоювалося видатним діячам мистецтв, які особливо відзначилися у справі розвитку театру, музики, кіно, цирку, режисерам, композиторам, диригентам, концертмейстерам, художнім керівникам музичних, хорових, танцювальних та інших колективів, іншим творчим працівникам, музикантам-виконавцям за високу майстерність і сприяння розвитку мистецтва.
Наступним ступенем визнання було присвоєння звання «Народний артист Української РСР», потім «Народний артист СРСР».
З розпадом Радянського Союзу в Україні звання «Заслужений артист Української РСР» було замінене званням «Заслужений артист України», однак зважаючи на заслуги громадян України, нагороджених державними нагородами колишніх СРСР і Української РСР, за ними збереглися права і обов'язки, передбачені законодавством колишніх СРСР і Української РСР про нагороди.

## Нагородження
- Першим нагородженим у 1923 році був Юра Гнат Петрович — актор, театральний режисер.
- Серед останніх, нагороджених цим званням були актори Горбунов Олексій Сергійович і Назарова Тетяна Євгенівна.
- Уже в незалежній Україні 30 жовтня 1991 року цього звання були удостоєні Е. Климчук, П. Книш, Т. Шумарина.[2]